# Bordes (Pireneje Wysokie)
Bordes – miejscowość i gmina we Francji, w regionie Oksytania, w departamencie Pireneje Wysokie.
Według danych na rok 1990 gminę zamieszkiwały 522 osoby, a gęstość zaludnienia wynosiła 47 osób/km² (wśród 3020 gmin regionu Midi-Pireneje Bordes plasuje się na 574. miejscu pod względem liczby ludności, natomiast pod względem powierzchni na miejscu 1009.).